# Alwin Lonke
Alwin Lonke (Alwin Diedrich Hermann Lonke; * 8. März 1865 in Bremen; † 7. Juli 1947 in Bremen) war ein deutscher Pädagoge, Historiker und Autor, der besonders auf dem Gebiet der norddeutschen Vor- und Frühgeschichte und der bremischen Heimatgeschichte tätig war.

## Leben
Lonke war der Sohn eines Lehrers und Abgeordneten der Bremischen Bürgerschaft. Er besuchte das Gymnasium in Bremen und studierte Theologie, Philosophie, Geschichte, Geografie und Deutsch an der Universität Marburg, Universität Berlin und der Universität Bonn. Die Vorbereitungsjahre für den höheren Schuldienst absolvierte er in Kleve und Mönchengladbach. 1891 war er Lehrer an einer privaten Realschule in Bremen. 1894 erhielt er das Oberlehrerzeugnis.
Er arbeitete als Lehrer in Bremen an verschiedenen Schulen. 1897 wurde er zum Lehrer der Handelsschule Bremen berufen. 1905, nach der Teilung dieser Schule war er Oberlehrer und Professor an der Oberrealschule an der Dechanatstraße. Ihm wurde 1909 der Professorentitel verliehen.
Lonke forschte im Bereich der Vor- und Frühgeschichte im Norddeutschland. Er ordnete die vorgeschichtliche Sammlung im Städtischen Museum für Natur-, Völker- und Handelskunde.

Er verfasste zahlreiche Arbeiten zur bremischen (Früh-)Geschichte und zur Lokalgeschichte von Burg und Grambke. Sein Hauptwerk ist Das älteste Lassungsbuch von 1434 bis 1558 als Quelle der Topographie Bremens von 1931 behandelt die Topografie in und um Bremen (Lassung: siehe Auflassung).
Darüber hinaus verfasste Lonke Gedichte und beschäftigte sich mit dem Theater. Ab 1900 war er im Vorstand der Historischen Gesellschaft und arbeitete als Autor an der Bremischen Biographie des 19. Jahrhunderts mit. Er war aktives Mitglied des Norddeutschen Verbandes für Alterstumsforschung
Ehrungen
- Die Alwin-Lonke-Straße im Bremer Ortsteil Burg-Grambke ist 1958 nach ihm benannt worden.

## Werke
- Königin Luise von Preußen. Ein Lebensbild nach den Quellen. E. A. Seemann, Leipzig 1904 (Reprint 2004: Archiv-Verlag, Braunschweig)
- Altbremen, die Stätte und Stadt bis 1305. Winter, Bremen 1919
- Geschichte von Oslebshausen. Auf Veranlassung seines Bürgervereins zur Feier des 25-jährigen Bestehens. Winter, Bremen 1931
- Über den Weg von Bremen nach Ritterhude.
- Das älteste Lassungsbuch von 1434–1558 als Quelle für die Topographie Bremens. Winter, Bremen 1931 urn:nbn:de:gbv:46:1-6163
- Römisches im Bremischen. A. Geist, [Bremen] 1934
- Römer, Franken, Sachsen zwischen Ems und Elbe. 5 Untersuchungen. Schmitz, Giessen 1946
- Römisch-Germanisches. 6 Untersuchungen. Schmitz, Giessen 1946
- Verschiedene Beiträge in Bremisches Jahrbuch und im Niedersächsischen Jahrbuch
- Diverse Beiträge in Bremische Biographie des neunzehnten Jahrhunderts